# Microserica elegans
Microserica elegans är en skalbaggsart som beskrevs av Frey 1975. Microserica elegans ingår i släktet Microserica och familjen Melolonthidae. Inga underarter finns listade i Catalogue of Life.